# Charlie's Angels (trilha sonora de 2019)
Charlie's Angels: Original Motion Picture Soundtrack é a trilha sonora do filme Charlie's Angels de 2019. Foi lançada pela Republic em 1 de novembro de 2019, sendo co-produzida executivamente por Ariana Grande, Savan Kotecha e Scooter Braun.

## Divulgação
Foram lançados os singles, "Don't Call Me Angel", de Grande, Miley Cyrus e Lana Del Rey, em 13 de setembro de 2019, "How It's Done", de Kash Doll, Kim Petras, Alma e Stefflon Don, em 11 de outubro de 2019, e "Pantera", de Anitta. A trilha sonora também conta com contribuições de Normani, Nicki Minaj, Victoria Monét, Danielle Bradbery, Chaka Khan, Kiana Ledé, Allyn Ferguson, Jack Elliott, M-22 e Arlissa, além de um remix de "Bad Girls", da cantora Donna Summer.

## Lista de faixas
Adaptado do ITunes.
| N.º            | Título                                        | Artista(s)                             | Duração |  |
| 1.             | "How It's Done"                               | Kash Doll Kim Petras Alma Stefflon Don | 3:02    |  |
| 2.             | "Bad to You"                                  | Ariana Grande Normani Nicki Minaj      | 2:51    |  |
| 3.             | "Don't Call Me Angel"                         | Ariana Grande Miley Cyrus Lana Del Rey | 3:10    |  |
| 4.             | "Eyes Off You"                                | M-22 Arlissa Kiana Ledé                | 3:22    |  |
| 5.             | "Bad Girls" (Remix Gigamesh)                  | Donna Summer                           | 5:20    |  |
| 6.             | "Nobody"                                      | Ariana Grande Chaka Khan               | 3:00    |  |
| 7.             | "Pantera"                                     | Anitta                                 | 2:05    |  |
| 8.             | "How I Look on You"                           | Ariana Grande                          | 2:54    |  |
| 9.             | "Blackout"                                    | Danielle Bradbery                      | 3:21    |  |
| 10.            | "Got Her Own"                                 | Ariana Grande Victoria Monét           | 2:41    |  |
| 11.            | "Charlie's Angels Theme" (Remix Black Caviar) | Jack Elliott Allyn Ferguson            | 2:45    |  |
| Duração total: | Duração total:                                | Duração total:                         | 34:30   |  |